# Ponte a Cappiano
Ponte a Cappiano è una frazione del comune di Fucecchio.
La località Ponte a Cappiano sorge presso il canale Usciana, emissario del Padule di Fucecchio, alle pendici estreme delle Cerbaie. Essa prende il nome dall'omonimo ponte mediceo e dalla collina di Cappiano, che sovrasta il ponte.

## Storia
L'area risulta frequentata fin dall'antichità, come attestato dal rinvenimento (avvenuto nel 1912) di due lingotti di rame risalenti all'epoca pre-romana in località Tricolle, posta lungo il canale Usciana circa 1 km a nord-est dell'attuale centro abitato. Nella stessa località Tricolle furono poi rinvenuti (nel 1924) un'armilla e un componente di finimenti equini di epoca romana.
L'esistenza del ponte è invece documentata a partire dal primo Medioevo: era gestito dagli Ospitalieri di Altopascio e su di esso transitava l'antica Via Francigena. 
In particolare nell'itinerario di Sigerico, Arcivescovo di Canterbury, esso rappresentava la XXIV tappa (Submansio) e la località era allora definita Aqua Nigra, molto probabilmente a causa dell'acqua scura del canale Usciana, allora detto Gusciana, emissario del Padule di Fucecchio.
La località venne menzionata successivamente col nome di Cappianus de Ultra Ponte e quindi Pons ad Cappianum in riferimento all'omonima pieve.
Nel 1325 durante il conflitto fra Firenze e Lucca, il ponte fu distrutto. Successivamente fu ricostruito e poi fortificato con una torre e dotato di ponti levatoi.
La struttura era dotata di una chiusa per regolare il deflusso delle acque ma favoriva anche la pesca delle anguille. C'erano inoltre un mulino ed una sega ad acqua per tagliare il legno.
Il Ponte di Cappiano fu studiato anche da Leonardo da Vinci. Nel foglio RLW 12685, il grande artista e scienziato raffigura il ponte evidenziandone la struttura difensiva e, in particolare la torre.
La forma attuale fu edificata nella prima metà del Cinquecento da Cosimo I de' Medici. In quel periodo vennero costruiti il ponte scoperto e il ponte coperto. Furono aggiunti gli edifici annessi: l'osteria, la ferriera e la casa del provveditore che presiedeva all'amministrazione della fattoria.

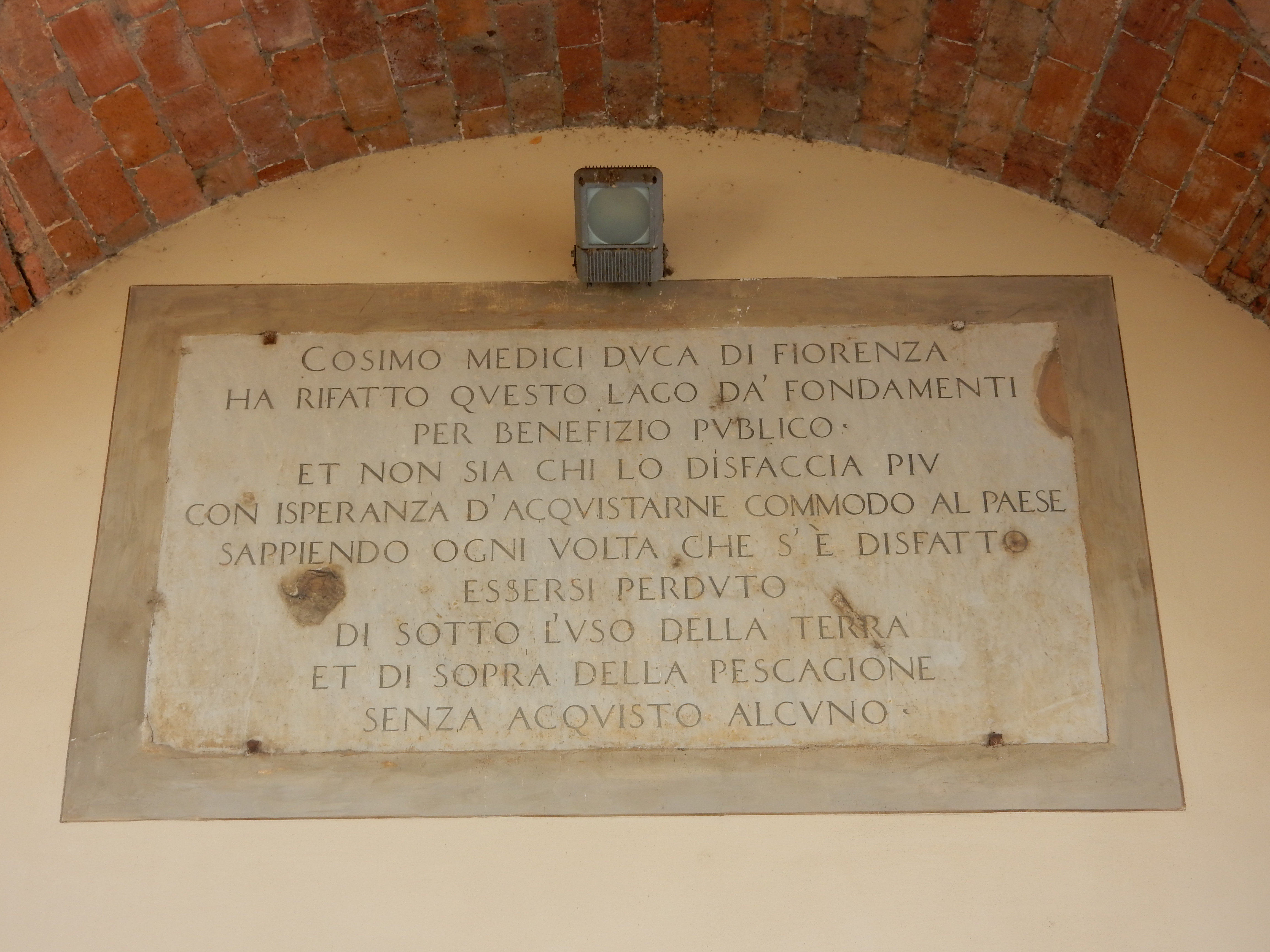
Lapide medicea

Ancora oggi si possono osservare due lapidi, una in latino e una in italiano, che testimoniano questi fatti.